# Kanton Mézidon Vallée d’Auge
Der Kanton Mézidon Vallée d’Auge (bis 23. Februar 2021 Kanton Mézidon-Canon) ist seit 1801 ein französischer Wahlkreis im Département Calvados in der Region Normandie. Er umfasst 38 Gemeinden aus den Arrondissements Lisieux und Caen, sein Bureau centralisateur ist in Mézidon Vallée d’Auge. Im Rahmen der landesweiten Neuordnung der französischen Kantone wurde er im Frühjahr 2015 erheblich erweitert.

## Gemeinden
Der Kanton besteht aus 38 Gemeinden mit insgesamt 25.583 Einwohnern (Stand: 1. Januar 2022) auf einer Gesamtfläche von 423,52 km²:
| Gemeinde                     | Einwohner 1. Januar 2022 | Fläche km² | Dichte Einw./km² | Code INSEE | Postleitzahl               | Arrondissement |
| ---------------------------- | ------------------------ | ---------- | ---------------- | ---------- | -------------------------- | -------------- |
| Auvillars                    | 224                      | 11,62      | 19               | 14033      | 14340                      | Lisieux        |
| Beaufour-Druval              | 444                      | 11,34      | 39               | 14231      | 14340                      | Lisieux        |
| Beuvron-en-Auge              | 201                      | 9,68       | 21               | 14070      | 14430                      | Lisieux        |
| Belle Vie en Auge            | 545                      | 23,57      | 23               | 14527      | 14270, 14340               | Lisieux        |
| Bonnebosq                    | 659                      | 12,17      | 54               | 14083      | 14340                      | Lisieux        |
| Cambremer                    | 1.307                    | 27,05      | 48               | 14126      | 14340                      | Lisieux        |
| Castillon-en-Auge            | 164                      | 7,23       | 23               | 14141      | 14140                      | Lisieux        |
| Condé-sur-Ifs                | 447                      | 11,34      | 39               | 14173      | 14270                      | Caen           |
| Drubec                       | 111                      | 3,14       | 35               | 14230      | 14130                      | Lisieux        |
| Formentin                    | 268                      | 5,93       | 45               | 14280      | 14340                      | Lisieux        |
| Hotot-en-Auge                | 291                      | 24,05      | 12               | 14335      | 14430                      | Lisieux        |
| La Boissière                 | 188                      | 2,02       | 93               | 14082      | 14340                      | Lisieux        |
| La Houblonnière              | 325                      | 7,10       | 46               | 14337      | 14340                      | Lisieux        |
| La Roque-Baignard            | 105                      | 4,64       | 23               | 14541      | 14340                      | Lisieux        |
| Léaupartie                   | 87                       | 3,20       | 27               | 14358      | 14340                      | Lisieux        |
| Le Fournet                   | 76                       | 2,99       | 25               | 14285      | 14340                      | Lisieux        |
| Le Mesnil-Eudes              | 250                      | 8,42       | 30               | 14419      | 14100                      | Lisieux        |
| Le Mesnil-Simon              | 157                      | 9,59       | 16               | 14425      | 14140                      | Lisieux        |
| Le Pré-d’Auge                | 849                      | 10,72      | 79               | 14520      | 14340                      | Lisieux        |
| Les Monceaux                 | 211                      | 3,72       | 57               | 14435      | 14100                      | Lisieux        |
| Lessard-et-le-Chêne          | 155                      | 10,09      | 15               | 14362      | 14140                      | Lisieux        |
| Manerbe                      | 545                      | 18,27      | 30               | 14398      | 14340                      | Lisieux        |
| Méry-Bissières-en-Auge       | 1.082                    | 9,12       | 119              | 14410      | 14370                      | Lisieux        |
| Mézidon Vallée d’Auge        | 9.678                    | 103,18     | 94               | 14431      | 14270, 14140, 14340, 14370 | Lisieux        |
| Montreuil-en-Auge            | 65                       | 3,37       | 19               | 14448      | 14340                      | Lisieux        |
| Notre-Dame-d’Estrées-Corbon  | 198                      | 11,52      | 17               | 14474      | 14340                      | Lisieux        |
| Notre-Dame-de-Livaye         | 107                      | 2,67       | 40               | 14473      | 14340                      | Lisieux        |
| Prêtreville                  | 390                      | 11,23      | 35               | 14522      | 14140                      | Lisieux        |
| Repentigny                   | 101                      | 2,13       | 47               | 14533      | 14340                      | Lisieux        |
| Rumesnil                     | 88                       | 5,35       | 16               | 14550      | 14340                      | Lisieux        |
| Saint-Désir                  | 1.772                    | 19,35      | 92               | 14574      | 14100                      | Lisieux        |
| Saint-Germain-de-Livet       | 698                      | 16,41      | 43               | 14582      | 14100                      | Lisieux        |
| Saint-Jean-de-Livet          | 238                      | 3,47       | 69               | 14595      | 14100                      | Lisieux        |
| Saint-Martin-de-Mailloc      | 999                      | 7,17       | 139              | 14626      | 14100                      | Lisieux        |
| Saint-Ouen-le-Pin            | 256                      | 5,59       | 46               | 14639      | 14340                      | Lisieux        |
| Saint-Pierre-des-Ifs         | 453                      | 11,16      | 41               | 14648      | 14100                      | Lisieux        |
| Valsemé                      | 264                      | 5,62       | 47               | 14723      | 14340                      | Lisieux        |
| Victot-en-Auge               | 131                      | 14,14      | 9                | 14743      | 14430                      | Lisieux        |
| Kanton Mézidon Vallée d’Auge | 24.129                   | 459,36     | 53               | 1419       | –                          | –              |

Bis zur landesweiten Neuordnung der französischen Kantone im März 2015 gehörten zum Kanton Mézidon-Canon die 19 Gemeinden Biéville-Quétiéville, Bissières, Castillon-en-Auge, Coupesarte, Crèvecœur-en-Auge, Croissanville, Grandchamp-le-Château, Le Mesnil-Mauger, Lécaude, Les Authieux-Papion, Magny-le-Freule, Méry-Corbon, Mézidon-Canon, Monteille, Notre-Dame-de-Livaye, Percy-en-Auge, Saint-Julien-le-Faucon, Saint-Laurent-du-Mont und Saint-Loup-de-Fribois. Sein Zuschnitt entsprach einer Fläche von 136,30 km2. Er besaß vor 2015 einen anderen INSEE-Code als heute, nämlich 1424.

## Veränderungen im Gemeindebestand seit der landesweiten Neuordnung der Kantone
2025:
- Fusion Victot-Pontfol und Gerrots → Victot-en-Auge

2019:
- Fusion Cambremer und Saint-Laurent-du-Mont → Cambremer

2017:
- Fusion Biéville-Quétiéville und Saint-Loup-de-Fribois → Belle Vie en Auge
- Fusion Bissières und Méry-Corbon → Méry-Bissières-en-Auge
- Fusion Coupesarte, Crèvecœur-en-Auge, Croissanville, Grandchamp-le-Château, Lécaude, Le Mesnil-Mauger, Les Authieux-Papion,Mézidon-Canon, Magny-la-Campagne, Magny-le-Freule, Monteille, Percy-en-Auge, Saint-Julien-le-Faucon und Vieux-Fumé → Mézidon Vallée d’Auge

## Politik
| Vertreter im Departementrat | Vertreter im Departementrat        | Vertreter im Departementrat |
| Amtszeit                    | Namen                              | Partei                      |
| --------------------------- | ---------------------------------- | --------------------------- |
| 2001–2014                   | François Aubey                     | PS                          |
| 2014–2015                   | Régine Michel                      | PS                          |
| 2015–                       | Xavier Charles Virginie Le Dressay | DVD                         |

## Bevölkerungsentwicklung
| 1962  | 1968  | 1975  | 1982  | 1990  | 1999   | 2006   | 2013   | 2020   |
| ----- | ----- | ----- | ----- | ----- | ------ | ------ | ------ | ------ |
| .9681 | .9302 | .8668 | .9258 | .9767 | 10.068 | 10.326 | 24.489 | 24.046 |

## Nachweise
1. ↑  Décret n° 2021-213 du 24 février 2021 actualisant les dénominations des communes dans les décrets portant délimitation des cantons, www.legifrance.gouv.fr, abgerufen am 28. Januar 2022